# Mariátegui JLT
Mariátegui JLT Corretores de seguros S.A. É uma empresa peruana dedicada à corretagem de seguros desde 1987. Pertence ao Grupo Jardine Lloyd Thompson.
Sua sede principal se encontra na cidade de Lima, e conta com escritórios em Piura, Lambayeque (Chiclayo), departamento da Libertad, (Trujillo) e Tacna.

## Historia
Mariátegui JLT foi criado em 1987, e o escritório de Resseguros, hoje JLT Péru, foi fundada em 1989. Atualmente, Mariátegui JLT conta com mais de 90 profissionais dedicados a corretagem de seguros, especializando-se em seguros corporativos.
Em 1997 Mariátegui E Associados associou- se com Heath Lambert, com quem trabalhou por 7 anos. Em novembro de 2004 Mariátegui JLT assinou um convênio de estratégia com o Grupo Jardine Lloyd Thompson, um dos corretores de seguros e resseguros o maior no mundo, com filiais em mais de 130 países, onde a sede principal esta localizada na Europa.

## Áreas
- Riscos Gerais: Um seguro patrimonial é responsável de cobrir a perda sofrida, a causa de sinistro, no patrimônio do tomador do seguro.
- Riscos Humanos: Um seguro humano oferece à indenização de um sinistro que afeta o bem estar das assegurados. Um seguro para pessoas que pode ser individual ou para grupos.

## Mariátegui JLT e o Torneio descentralizado 2011
Em 10 de fevereiro de 2011 anunciou-se através de uma conferência de impressa oferecida pela associação esportiva de Futebol Profissional (ADFP) a realização de um convênio com Mariátegui JLT e ACE Seguros para por a disposição dos torcedores do futebol peruano um seguro de acidentes pessoal que lhes dará proteção antes e durante as reuniões do Torneio Descentralizado “Copa Movistar”, como um benefício que ira adquirir todos os torcedores que compre sua entrada.

## Certificações e Reconhecimentos
- ISO 9001: O sistema de gestão de qualidade Mariátegui JLT Corretores de Seguros S.A foi registrado em agosto de 2005 e novamente registrado em agosto de 2008 e conta com acreditação UKAS (United Kingdom Acreditation Service) do Reino Unido em todos seus processos de apresentação de serviço.[4]

- Prémio à criatividade Empresarial 2010, Categoria Banco, Seguros e Finanças. Dada para a Universidade Peruana de Ciências Aplicadas (UPC): Este prêmio foi dado à ATP Partners SAC e Mariátegui JLT Corretores de Seguros S.A pelo seu convênio de Estratégica para renovação da frota de taxis em lima e aumentar a qualidade de vida dos taxistas, considerando que criem um sistema integrado de seguro que contribuiu para que os taxistas converta-se em pessoas que possam ter créditos para melhorar a frota veicular.[5]

- Great Place to Work: Cada ano Great Place to Work instituto Peru premia à empresa que melhorou suas políticas de trabalho em 2010 com respeito ao rangi do ano anterior.[6]